# أليكساندر فيدال بورتو
أليكساندر فيدال بورتو (بالبرتغالية: Alexandre Vidal Porto‏) هو كاتب ودبلوماسي وسياسي برازيلي، ولد في 19 مارس 1965 في ساو باولو في البرازيل.